# Nicolas Testé
Nicolas Testé (født 1970 i Paris) er en fransk operasanger, der synger bas og baryton.

## Privat
Nicolas Testé blev i 2010 gift med den tyske operasangerinde Diana Damrau, og sammen har de to sønner (født 2010 og 2012).